# Rifugio Brentei
De Rifugio Brentei (volledige naam: Rifugio Maria e Alberto Fossati Bellani al Brentei) is een berghut in de Italiaanse provincie Trente. De berghut, gelegen op een hoogte van 2182 meter in de Brenta, een berggroep in de Dolomieten, behoort toe aan de sectie Monza van de Clup Alpino Italiano (CAI).
De berghut werd gebouwd in 1932 en werd precies dertig jaar later verbouwd. De hut wordt meestal beklommen vanuit Madonna di Campiglio, een tocht die ongeveer vier uur in beslag neemt. De Rifugio Brentei vormt een rustpunt voor beklimmingen naar de toppen van de Crozzon di Brenta (3135 meter) en de Cima Tossa (3173 meter). Vanaf de hut is de beroemde noordelijke ijskloof van de Cima Tossa zichtbaar, een beklimming die onder een helling van 50° over een ijswand 850 meter omhoog voert.